# Liste der Eisschnelllaufweltrekorde im Sprint-Mehrkampf Frauen
Diese Liste enthält alle von der Internationalen Eislaufunion anerkannten Weltrekorde im Eisschnelllauf im Sprint-Mehrkampf der Frauen. Der „Sprint-Vierkampf“ besteht aus vier Läufen. Am ersten Tag werden die 500 und 1000 Meter gelaufen. Am zweiten Tag noch einmal mit dem Unterschied, dass der Start auf den einzelnen Strecken (Innen- oder Außenbahn) gegenüber dem Vortag gewechselt wird. Für die Mehrkampfwertung wird die Summe der auf 500 m heruntergebrochenen Einzelstrecken herangezogen. Die Kombination des Sprint-Mehrkampfes wurde international erstmals bei den Sprintweltmeisterschaft 1970 durchgeführt.
| Nr.                                                              | Sportlerin                | Zeit    | Datum             | Ort                      | Besonderheiten | Bestand              |
| ---------------------------------------------------------------- | ------------------------- | ------- | ----------------- | ------------------------ | -------------- | -------------------- |
| 1                                                                | Monika Pflug              | 183,085 | 27. Februar 1972  | Isstadion Eskilstuna     | H I, Bf, Ek    | 322 Tage             |
| 2                                                                | Sylvia Burka              | 175,050 | 14. Januar 1973   | Eisstadion Davos         | H III, Bo, En  | 6 Tage               |
| 3                                                                | Sheila Young              | 173,450 | 20. Januar 1973   | Eisstadion Davos         | H III, Bo, En  | 2 Jahre und 68 Tage  |
| 4                                                                | Tatyana Averina           | 168,285 | 29. März 1975     | Medeo                    | H III, Bo, Ek  | 350 Tage             |
| 5                                                                | Sheila Young              | 166,210 | 13. März 1976     | Eisstadion Inzell        | H II, Bh, Ek   | 5 Jahre und 15 Tage  |
| 6                                                                | Christa Rothenburger      | 162,275 | 28. März 1981     | Medeo                    | H III, Bo, Ek  | 1 Jahr und 363 Tage  |
| 7                                                                | Christa Rothenburger      | 161,120 | 26. März 1983     | Medeo                    | H III, Bo, Ek  | 2 Jahre und 334 Tage |
| 8                                                                | Karin Kania-Enke          | 160,060 | 23. Februar 1986  | Skating Center Karuizawa | H II, Bf, Ek   | 3 Jahre und 3 Tage   |
| 9                                                                | Bonnie Blair              | 159,435 | 26. Februar 1989  | Thialf                   | H I, Bh, Ek    | 2 Jahre und 327 Tage |
| 10                                                               | Bonnie Blair              | 159,390 | 19. Januar 1992   | Eisstadion Davos         | H III, Bo, En  | 2 Jahre und 11 Tage  |
| 11                                                               | Bonnie Blair              | 157,405 | 30. Januar 1994   | Olympic Oval             | H III, Bh, Ek  | 55 Tage              |
| 12                                                               | Bonnie Blair              | 156,505 | 26. März 1994     | Olympic Oval             | H III, Bh, Ek  | 322 Tage             |
| 13                                                               | Bonnie Blair              | 156,435 | 11. Februar 1995  | Olympic Oval             | H III, Bh, Ek  | 2 Jahre und 285 Tage |
| Einführung des Klappschlittschuhs                                |                           |         |                   |                          |                |                      |
| 14                                                               | Catriona LeMay Doan       | 151,690 | 23. November 1997 | Olympic Oval             | H III, Bh, Ek  | 1 Jahr und 90 Tage   |
| 15                                                               | Monique Garbrecht         | 151,605 | 21. Februar 1999  | Olympic Oval             | H III, Bh, Ek  | 1 Jahr und 321 Tage  |
| 16                                                               | Catriona LeMay Doan       | 150,085 | 7. Januar 2001    | Olympic Oval             | H III, Bh, Ek  | 329 Tage             |
| 17                                                               | Sabine Völker             | 149,915 | 2. Dezember 2001  | Utah Olympic Oval        | H III, Bh, Ek  | 1 Jahr und 41 Tage   |
| 18                                                               | Monique Garbrecht-Enfeldt | 149,305 | 12. Januar 2003   | Utah Olympic Oval        | H III, Bh, Ek  | 3 Jahre und 72 Tage  |
| 19                                                               | Cindy Klassen             | 149,305 | 25. März 2006     | Olympic Oval             | H III, Bh, Ek  | 5 Jahre und 310 Tage |
| 20                                                               | Yu Jing                   | 148,610 | 29. Januar 2012   | Olympic Oval             | H III, Bh, Ek  | 357 Tage             |
| amtierende Eisschnelllauf-Weltrekordhalterin im Sprint-Mehrkampf |                           |         |                   |                          |                |                      |
| 21                                                               | Heather Richardson        | 147,735 | 20. Januar 2013   | Olympic Oval             | H III, Bh, Ek  | 12 Jahre und 62 Tage |

- Stand: 27. September 2013[1]
- In den 1990er Jahren kam der Klappschlittschuh international erstmals zum Einsatz. Das Klappsystem, welches ein schnelleres Laufen ermöglicht, läutete spätestens seit den Olympischen Winterspielen 1998 den Wechsel ein.

Die Kürzel in „Besonderheiten“ bedeuten
- H = Höhenlage der Bahn; H I = bis 500 Meter, H II = über 500 Meter, H III = über 1000 Meter
- B = Anlage der Bahn; Bf = Freiluft (offen), Bh = Hallenbahn, Bm = Mix (halboffen, überdachte Laufbahn)
- E = Eis; Ek = Künstlich (Kühlsystem), En = Natureis (ohne technisches Kühlsystem)